# Castlethorpe Castle
Castlethorpe Castle ist eine abgegangene Burg im Dorf Castlethorpe nördlich von Milton Keynes in der englischen Grafschaft Buckinghamshire.
Die Burg war eine Motte mit Gebäuden aus Holz, die Winemar, der flämische Lord of Hanslope im 11. oder 12. Jahrhundert bauen ließ. Damals hieß sie auch Hanslope Castle. Die Burg wurde 1215, im ersten Krieg der Barone von Falkes de Bréauté zerstört und niemals wieder aufgebaut.
Heute sind nur noch Erdwerke erhalten.

## Standort
Die Überreste von Castlethorpe Castle liegen im Dorf Castlethorpe, das im Mittelalter zur Grundherrschaft Hanslope gehörte. Das Dorf liegt nördlich von Milton Keynes.

## Geschichte
Castlethorpe Castle gehörte dem Lord of Hanslope und entstand an der Wende vom 11. zum 12. Jahrhundert. 1066 verlehnte König Wilhelm der Eroberer die Grundherrschaft Hanslope an Winemar, den Flamen, der die Befestigungen anlagen ließ. In der Regierungszeit von Heinrich I. war es die Baronsburg von William Mauduit, dem Kämmerer des Königs. Im Bürgerkrieg Anarchie (1138–1153) unterstützte die Familie Mauduit, der die Burg damals gehörte, die Kaiserin Matilda gegen König Stephan.
Im Streit zwischen König Johann Ohneland und den Baronen schlug sich Robert Mauduit auf die Seite der Barone. Im Herbst 1215 griff Faulkes des Bréauté, der General des Königs, die Burg an, zerstörte sie und nahm ihrem Besitzer auch die Grundherrschaft Hanslope. Auch wenn Robert Maudit später die Grundherrschaft wieder zurückerhielt, ließ er doch die Burg nie wieder aufbauen.
Der angelsächsische Name „Castlethorpe“ bedeutet im Deutschen „Bauernhof oder untergeordnete Siedlung der Burg“.
Die Gelände der Burg gilt heute als Scheduled Monument, auch wenn heute nur noch Erdwerke erhalten sind und keinerlei Spuren von Mauerwerk.

## Konstruktion
Die Burg hatte einen 11 Meter hohen Mound mit einem hölzernen Donjon darauf. Dieser befand sich im Süden der Kernburg, die eine Fläche von 16.000 m² bedeckte und von einer Vorburg, bis zu 18 Meter breiten Gräben und einem Wall umgeben war. Die Familie lebte vermutlich in einem Rittersaal in der Kernburg, der Eingänge im Westen und Nordwesten besaß. Es gibt Anzeichen dafür, dass sich ausgedehnte Gebäude auf dem Gelände befanden.